# ماسائوکا شیکی
| هایکو 俳句                                          |
|                                                     |
| مفاهیم وابسته                                       |
| تانکو · چوکا                                        |
| هایکو                                               |
| مهم‌ترین هایکوسرایان                                 |
| ماتسوئو باشو یوسا بوسون کوبایاشی ایسا ماسائوکا شیکی |

ماسائوکا شیکی (به ژاپنی: 正岡子規) شاعر، نویسنده و منتقد ادبی اهل ژاپن بود. وی به عنوان یکی از چهره‌های اصلی در توسعه شعر هایکو مدرن قلمداد می‌شود.

## زندگی
او در ۱۷ سپتامبرِ ۱۸۶۷ در ماتسویاما در خانواده‌ای سامورایی متولّد شد.